# Le Havre Athletic Club (féminines)
Maillots
Actualités
La section féminine du Havre Athletic Club, abrégée en Le Havre AC, est un club féminin de football français fondé en 2014 et situé au Havre.
L'équipe fanion évolue depuis la saison 2022-2023 en Première Ligue.

## Historique

### Création et évolution
Sous l'impulsion du président de l'association du Havre AC Jean-Michel Kociszewski et de son comité directeur, le HAC crée sa propre section féminine dans les années 2010. Se fait d'abord l'accueil de jeunes débutantes durant quelques années, avant en 2014 d'ouvrir ses portes aux licenciées et en inscrivant des équipes U11 et U13 en compétition. En 2015, la section féminine du HAC disposent de 90 joueuses, formant des équipes dans toutes les catégories d'âge des U8 aux seniors.
Le 27 septembre 2015, l'équipe sénior du Havre AC, directement invitées en DH, dispute son premier match en compétition officielle sur la pelouse de Saint-Nicolas-d'Aliermont.  Le 5 mai 2016, Le Havre remporte la Coupe de Normandie aux dépens de l'ESM Gonfreville. Contre ce même adversaire, l'équipe havraise remporte également la Coupe du DMF (District Maritime de Football).
À l'aube de la saison 2017-2018, sous l'impulsion de Vincent Volpe, président américain du club, l'équipe féminine se renforce de huit joueuses universitaires américaines. Grâce à ces renforts, Le Havre réalise un championnat de Régional 1 presque parfait avec 22 victoires pour un match nul (contre l'AG Caen), avec 146 buts marqués pour seulement sept encaissés. En février 2018, Le Havre AC parvient à se qualifier pour les quarts de finale de la coupe de France féminine. En fin de saison, le HAC dispute deux tours de barrages, durant lesquels les Havraises se défont d'Amiens (1-0, 4-0) puis de Nice (2-2, 1-0). Elles accèdent ainsi à la Division 2 pour la première fois.

### Découverte de la D2
Pour la saison 2018-2019 en D2, en raison d'une limite à trois joueuses extra-communautaires sur une feuille de match, le contingent d'Américaines est réduit à cinq, seules trois pouvant jouer chaque week-end. Les dirigeants normands se tournent alors vers le marché britannique avec les signatures de Martha Thomas (Américano-anglaise), Courtney Brosnan (Américano-irlandaise), Lois Heuchan (Écossaise), Ellie Leek et Elie Rhian Cleverly (toutes deux Galloises). S'ajoutent à ces étranglèrent les Françaises Aurélie Gagnet, Margaux Huaumé, Élodie Policarpo, Ikram Adjabi et Léa Kergal. En raison notamment de plusieurs blessures lors de la préparation, Le Havre commence son championnat de façon mitigée avec 2 victoires, 3 nuls, 3 défaites après huit journées avant d'enchaîner quatre succès consécutifs jusqu'à la trêve de Noël. Après 15 journées, le club est quatrième avec 8V-3N-4D et est déjà distancé par le leader rémois (14 points d'avance). Les Havraises finiront la saison à une encourageante deuxième place.
La saison 2019-2020 est suspendue, le 12 mars 2020, par la Fédération française de football en raison de la pandémie de Covid-19. La compétition est définitivement arrêtée le 16 avril 2020, le classement final se fait alors selon la moyenne de points par matchs joués. Par conséquent, Le Havre étant en-tête de son groupe, est promu en Division 1, aux dépens des stéphanoises pourtant leader jusqu'à la dernière journée jouée, leur dernier match ayant été reporté. Ce classement final est définitivement entériné le 15 mai. 

### Arrivé dans l'élite
À l'aube de sa première saison en D1, la section féminine du HAC accueille désormais 150 licenciées de tous les âges. Alors que l'entraîneur Thierry Uvenard est prolongé jusqu'en 2022, le HAC garde seulement douze joueuses de l'effectif qui a acquis la montée dans l'élite du football français, dont la grande majorité de ses joueuses américaines. Il se renforce de plusieurs joueuses françaises qui signent pour deux ans : la Parisienne Lina Boussaha, Élise Legrout et Santana Sarhaoui et la gardienne Olesya Arsenieva. Signent également plusieurs internationales étrangères : la Camerounaise Luce Ndolo Ewelé, la Chilienne Francisca Lara, la Russe Ekaterina Tyryshkina et l'Islandaise Berglind Björg Þorvaldsdóttir. Malgré un effectif décimé par de nombreuses absences, le HAC entame parfaitement sa saison en D1 avec une victoire 4-0 face à l'autre promu GPSO 92 Issy. Dans le même temps, Laure Lepailleur est nommée manager de la section féminine du HAC. Elle a pour mission de poursuivre le développement et la structuration du football féminin au sein du club havrais. Après une défaite face à Fleury, le HAC récupère une grande partie de son effectif et prend un point contre le Paris FC. Le club havrais a d'ailleurs clos son mercato en signant ses 9e et 10e recrues, la Turque Melike Pekel et l'Islandaise Anna Björk Kristjánsdóttir. Par la suite, le HAC va enchaîner une série noire avec huit défaites consécutives. Se retrouvant alors à la dernière position, le HAC et l'entraîneur Thierry Uvenard se séparent à la trêve hivernale. Pour le remplacer, les dirigeants du Havre AC choisissent une option interne en nommant Michaël Bunel (43 ans) entraîneur de l'équipe féminine. Formateur au HAC, il a notamment été acteur de la création de la section féminine en 2014 et aura pour mission de la maintenir dans l'élite.

### Echec et retour en D2
Terminée dernière au classement de la saison avec seulement deux victoires, les havraises sont finalement reléguée en D2 au profit de l'ASSE malgré la saison blanche actée par la fédération. Frédéric Gonçalves devient le nouvel entraineur.
A l'issue d'une saison 2021-2022 réussi, le club se maintient premier de son groupe devant 3442 spectateurs lors de la dernière journée du championnat et retourne ainsi en D1.

### Retour dans l'élite
Pour son retour en D1, lors de la saison 2022-2023,  club termine à la 8eme place synonyme de maintient.
Le 15 juin 2023, Romain Djoubri est nommé à la tête de l'équipe et succède donc à Frédéric Gonçalves.

## Résultats sportifs

### Palmarès
Le tableau suivant liste le palmarès du club actualisé à l'issue de la saison 2019-2020 dans les différentes compétitions officielles au niveau national et régional.
| Compétitions nationales                                                                                          | Compétitions régionales |
| - Championnat de France de Division 2 - Vice-champion : 2022 - Coupe de France féminine - Quart de finale : 2017 | - Championnat de Régional 1 Normandie (1) - Champion : 2018 - Coupe de Normandie (1) - Vainqueur : 2016 - Coupe du DMF (1) - Vainqueur : 2016 |

### Bilan saison par saison
Le tableau suivant retrace le parcours du club depuis sa création en 2015.
| Édition   | Division 1 | Division 2  | Divisions régionales | Coupe de France      |
| 2015-2016 | -          | -           | 4e (DH Normandie)    | Premier tour fédéral |
| 2016-2017 | -          | -           | 5e (DH Normandie)    | -                    |
| 2017-2018 | -          | -           | 1er (R1 Normandie)   | Quart de finale      |
| 2018-2019 | -          | 2e (Gr. A)  | -                    | 8e de finale         |
| 2019-2020 | -          | 1er (Gr. B) | -                    | 16e de finale        |
| 2020-2021 | 12e        | -           | -                    | Compétition arrêtée  |
| 2021-2022 | -          | 1er (Gr. A) | -                    | 8e de finale         |

## Organisation

### Centre d'entraînement
L'équipe féminine du HAC s'entraîne à la Cavée Verte. Lors de la rénovation du synthétique de la Cavée Verte en 2016, elle s'entraînaient à Sanvic, sur la pelouse des joueurs du GASEG, une convention ayant été signée entre le HAC et le club entreprise.
Mais le club a la volonté de séparer les garçons et les filles, la Cavée Verte accueillant trop de monde. Ainsi, les féminines s'entraînent désormais une fois par semaine au stade Youri-Gagarine, sur un terrain hybride. Elles doivent s'y installer durablement alors les vestiaires ainsi qu'une salle de musculation sont en construction.

### Stade

Le stade Océane de nuit.

Les Havraises disputent leurs matches à domicile au stade Océane.

## Autres équipes
À l'initiative de l'entraîneur Thierry Uvenard, une équipe réserve est créée en 2017. De plus en 2019, les « Ciel et Marine » se dotent de U19 nationaux, une obligation figurant dans le cahier des charges de la Fédération.